# Elisabeth Nikiema
Elisabeth Nikiema (Abiyán, Costa de Marfil, 18 de febrero de 1982) es una nadadora burkinesa.
Representó su país en los Juegos Olímpicos de Pekín 2008. Compitió en estilo libre, 50 metros.